# 카메론 린

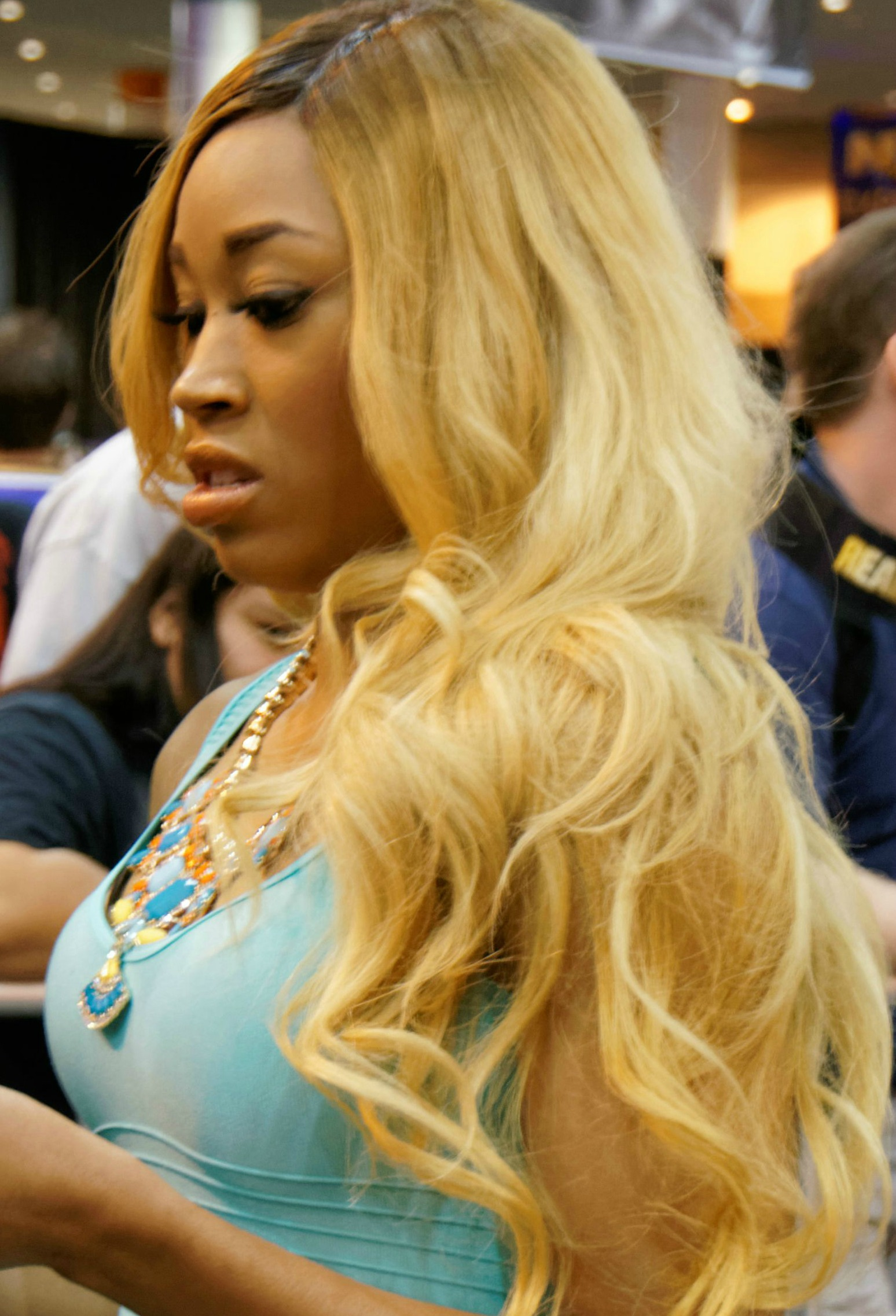
카메론 린 (2014년)

카메론 린(Cameron Lynn)은 본명은 아리안 니콜 앤드루(Ariane Nicole Andrew, 1987년 11월 3일 ~ )는 미국의 배우, 가수, 모델, 여자 프로레슬링 선수로, 현재 WWE 링네임은 카메론(Cameron)으로 사용을 한다. 피니쉬는 바이 걸!(스탠딩 토네이도 DDT), 리버스 닐링 페이스버스터로 사용을 한다. 키는 167cm 몸무게는 55kg이다. 2016년 5월 6일자로 WWE의 방출러쉬에 휘말려 방출당하고, 2020년 7월 29일 올 엘리트 레슬링으로 이적한다.